# Fortunat d'Aquilée
Pour les articles homonymes, voir Saint Fortunat.
Fortunat d'Aquilée, mort entre 64 et 68 est le diacre de l'évêque Hermagore, le premier de la ville latine (Regio X Venetia et Histria). 
Tous deux subissent le martyre, ils sont torturés et décapités à Aquilée sous l'empereur Néron.
Reconnu saint et martyr par l'Église, Fortunat est fêté, avec saint Hermagoras, le 12 juillet.